# Sphenomorphus moszkowskii
Sphenomorphus moszkowskii là một loài thằn lằn trong họ Scincidae. Loài này được Vogt mô tả khoa học đầu tiên năm 1912.